# Jiangjunosaurus
Jiangjunosaurus ist eine nur spärlich bekannte Dinosauriergattung aus der Gruppe der Stegosauria, die im Jahr 2007 beschrieben wurde.
Von Jiangjunosaurus sind bislang nur der Unterkiefer, vereinzelte Schädelteile, mehrere Halswirbel sowie einzelne Knochenplatten bekannt. Charakteristisch für die Gattung waren die symmetrischen und verhältnismäßig breiten Zahnkronen, sonst ist kaum etwas über diesen Dinosaurier bekannt. Vermutlich war er wie alle Stegosauria durch eine Doppelreihe von Knochenplatten auf seinem Rücken charakterisiert, bewegte sich quadruped fort und ernährte sich von Pflanzen.
Die fossilen Überreste von Jiangjunosaurus wurden in der Shishugou-Formation im Junggar-Becken im chinesischen Autonomen Gebiet Xinjiang entdeckt und 2007 von Jia Chengkai et al. erstbeschrieben. Einzig bekannte Art und damit Typusart ist J. junggarensis. Die Funde werden in den oberen Jura (Oxfordium) auf ein Alter von ca. 163 bis 157 Millionen Jahre datiert.
Nach Einschätzung der Erstbeschreiber handelt es sich bei Jiangjunosaurus um einen relativ basalen Vertreter der Stegosauria. Er soll etwas höher entwickelt als Huayangosaurus, aber urtümlicher als die meisten anderen Vertreter dieser Gruppe gewesen sein. Aufgrund der spärlichen Funde sind solche Ergebnisse aber als vorläufig zu betrachten.